# Carol W. Greider
Carolyn Widney Greider (San Diego, Kalifornia, 1961. április 15. –) amerikai molekuláris biológus. 2009-ben Elizabeth Blackburnnel és Jack W. Szostakkal megosztva elnyerte az orvostudományi Nobel-díjat a telomeráz enzim felfedezéséért.

## Tanulmányai
Carol W. Greider 1961. április 15-én született a kaliforniai San Diegóban. Apja Kenneth Greider atomfizikus volt, anyja pedig Jean Greider (lánykori nevén Foley) biológus. Egy évvel Carol születése után szülei a Yale Egyetemen kaptak állást, ezért Connecticutba költöztek, majd három évvel később visszamentek Kaliforniába, Davisbe, ahol apja a Davisi Kaliforniai Egyetem tanára lett, anyja pedig egy sacramentói főiskolán adott elő. 1967-ben anyja meghalt, Carolról pedig az iskolában kiderült, hogy diszlexiás. 1971-ben apja a Heidelbergi Egyetemre kapott ösztöndíjat, Carol és egy évvel idősebb bátyja, Mark pedig egy helyi magániskolában tanult. Carol rosszul tanult a német iskolában, még angolból is rosszak voltak a jegyei, mert diszlexiája miatt nem tudta helyesen leírni a szavakat. Miután visszatértek Davisbe a középiskolában sikerült felzárkóznia, sőt kitűnő tanuló lett. A középiskola után a Santa Barbarai Kaliforniai Egyetemen kezdett tengerbiológiát tanulni. Az egysejtű moszatok megfigyeléséből átváltott a sejten belüli mikrotubulusok tanulmányozására és végül rájött, hogy a biokémia és a molekuláris biológia jobban érdekli. Az egyetem külföldi programja segítségével egy évet a Göttingeni Egyetemen töltött, 1983-ban pedig BSc diplomát szerzett.
A továbbtanulásnál ismét meg kellett küzdenie azzal, hogy bár sokat dolgozott kutatói laboratóriumokban, jó ajánlásai és kurzusértékelései voltak, az írásbeli teszteken rosszul teljesített, ezért sok helyen elutasították. Két egyetemen hívták be meghallgatásara és az alapján mindkettő felvette volna, Greider pedig a Berkeleyt választotta, ahol a tanulás mellett Elizabeth Blackburn laboratóriumában kezdett kutatómunkát végezni.

## A telomeráz felfedezése

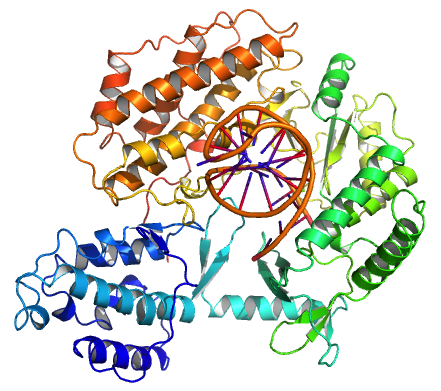
A telomeráz szerkezete

Blackburn a kromoszómák végét, az úgynevezett telomereket tanulmányozta. A telomerekben egy rövid, hat nukleotidból álló szekvencia ismétlődik sokszorosan. Akkoriban az ismert volt, hogy a DNS másolását végző enzim sajátossága folytán a másolt DNS-szál valamivel rövidebb, mint az eredeti, de nem tudták, hogy miért nem "fogynak el" a kromoszómák a másolások során. Blackburn a papucsállatkával rokon egysejtű Tetrahymenát választotta kísérleti állatnak, mert annak makronukleuszában 40 ezer kromoszóma is megtalálható. Greider 1984 májusában kezdett el dolgozni nála és nagy lelkesedéssel vetette magát a munkába. Sokszor napi 12 órát töltött a laboratóriumban és 1984 decemberében, karácsony napján megtalálta az első nyomát az enzimnek, amely kiegészíti a megrövidült telomert. Ezután több hónapos munkával kizárták, hogy műtermékről lenne szó és a következő év júniusára biztosak voltak benne, hogy megtalálták a telomeráz enzimet, decemberben pedig cikkben közölték a felfedezést.
A következő két és fél évben izolálták az enzimet és megállapították, hogy maga is tartalmaz egy rövid RNS-szakaszt, amit templátként használ a telomerek hosszabbításánál.
Greider 1987-ben megvédte doktori disszertációját és a Cold Spring Harbor Laboratory-ban kezdte el posztdoktori munkáját, melyet a telomeráz klónozásával kezdett. 1990-ben Calvin Harley-val közösen megállapította, hogy a telomerek hossza a sejtek öregedésével van kapcsolatban. Felfedezték, hogy a gyorsan osztódó rákos sejtekben aktiválódik a telomeráz génje, így kerülik el a DNS-rövidüléssel járó degenerációt és pusztulást. Az esetleges telomeráz-blokkoló rákgyógyszer hatását vizsgálva létrehoztak egy egértörzset, amelyikben az enzim génjét kikapcsolták (knockout mouse). 1997-ben családjával együtt átköltöztek Marylandbe, ahol a Johns Hopkins Egyetemen folytatta kutatói pályáját. Laboratóriumában munkatársaival együtt a telomeráz szerepét vizsgálja a génműködés stabilitásában, a DNS sérüléseiben, a programozott sejthalálban és az őssejtekben.

## Elismerései
Carol W. Greider, Elisabeth Blackburn, valamint Jack W. Szostak 2009-ben orvostudományi Nobel-díjat kapott a telomeráz felfedezéséért. Greider ezenkívül megkapta a Gairdner Alapítvány Nemzetközi Díját (1998), az Amerikai Tudományos Akadémia Richard Lounsbery-díját (2003), az Albert Lasker-díjat az orvosi alapkutatásért (2006), a Dickson Orvostudományi Díjat (2006), a Wiley-díjat (2006), a Louisa Gross Horwitz-díjat (2007) és a Paul Ehrlich és Ludwig Darmstaedter-díjat (2009).

## Családja
Carol Greider 1993-ban összeházasodott Nathaniel Comfort tudománytörténésszel. Két gyermekük született, Charles és Gwendolyn.